# Toni Nadal

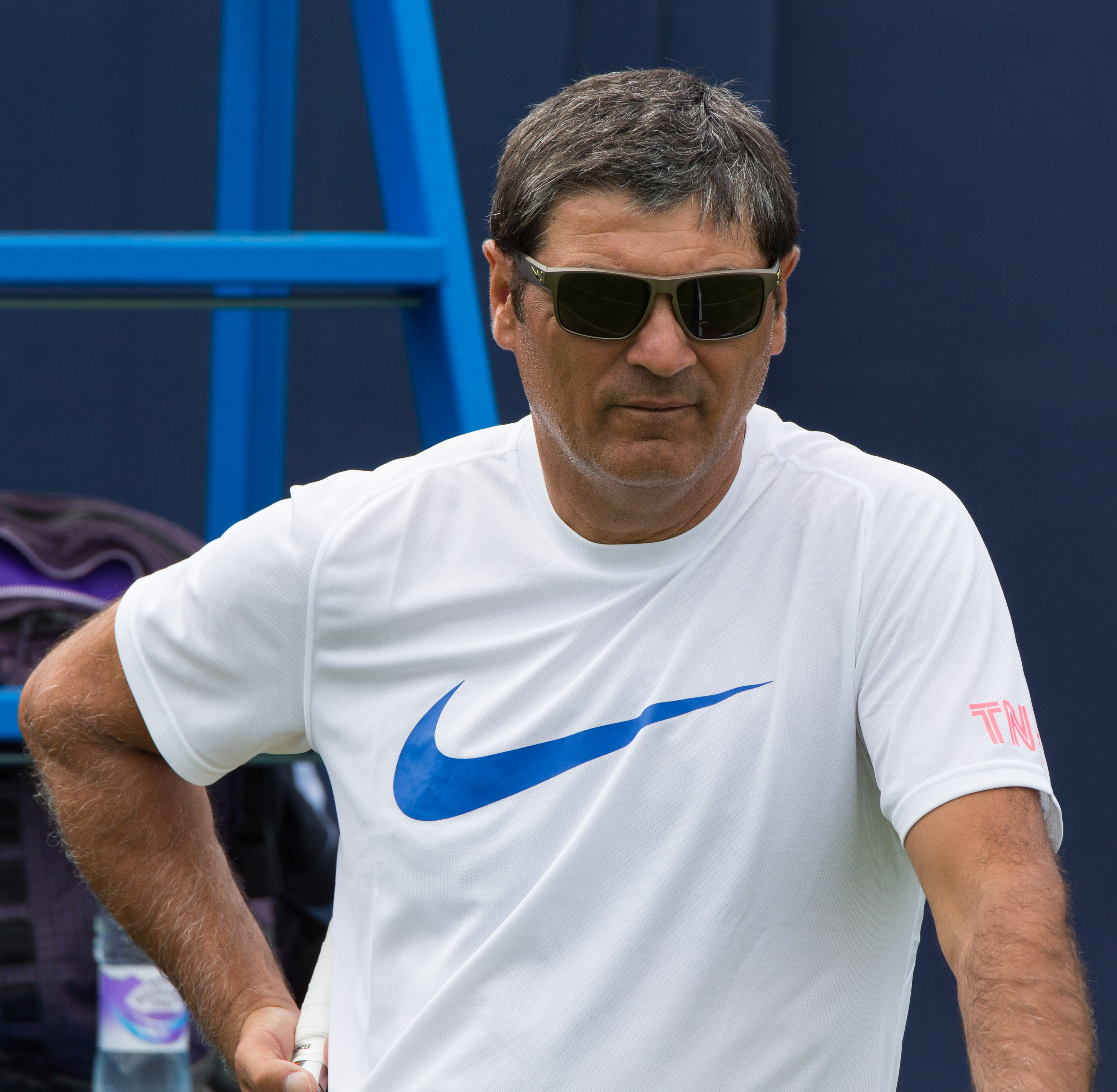
Toni Nadal (2015)

Antonio „Toni“ Nadal Homar (* 21. Februar 1961 in Manacor, Mallorca) ist ein ehemaliger spanischer Tennistrainer. Er trainierte seinen Neffen, den Spitzenspieler Rafael Nadal, von dessen vierten Lebensjahr an und begleitete ihn bis zum Jahr 2017 als Coach auf seinen weltweit gespielten Turnieren.
Mit Toni Nadal als Coach konnte Rafael Nadal 16 Grand-Slam-Titel gewinnen, was Toni zu einem der erfolgreichsten Trainer des Männertennis macht.
Im April 2021 schloss sich Nadal vor der Sandplatzsaison dem Trainerteam des Kanadiers Félix Auger-Aliassime an. Nadal wird jedoch nicht in Vollzeit mit Félix unterwegs sein. Er wird weiterhin Leiter der Rafa Nadal Academy by Movistar bleiben.

## Leben
Toni Nadal ist der Bruder von Rafael Nadals Vater Sebastian Nadal und dem ehemaligen Fußballprofi vom FC Barcelona, Miguel Ángel Nadal. Im Jahr 1972 sah er auf dem Masters in Barcelona Ilie Năstase spielen, der sein Idol wurde. Zwei Jahre später wurde er Mitglied im Tennisclub von Manacor, in dem er auch begann, seinen Neffen zu trainieren. Er selbst gehörte damals zu den 30 besten Spielern Spaniens. Das Studium der Rechtswissenschaft und Geschichte in Barcelona gab er auf und erwarb eine Lizenz als Tennistrainer. 1990 gab er dem dreijährigen Rafael die ersten Trainerstunden und konzentrierte sich sechs oder sieben Jahre später allein auf ihn.

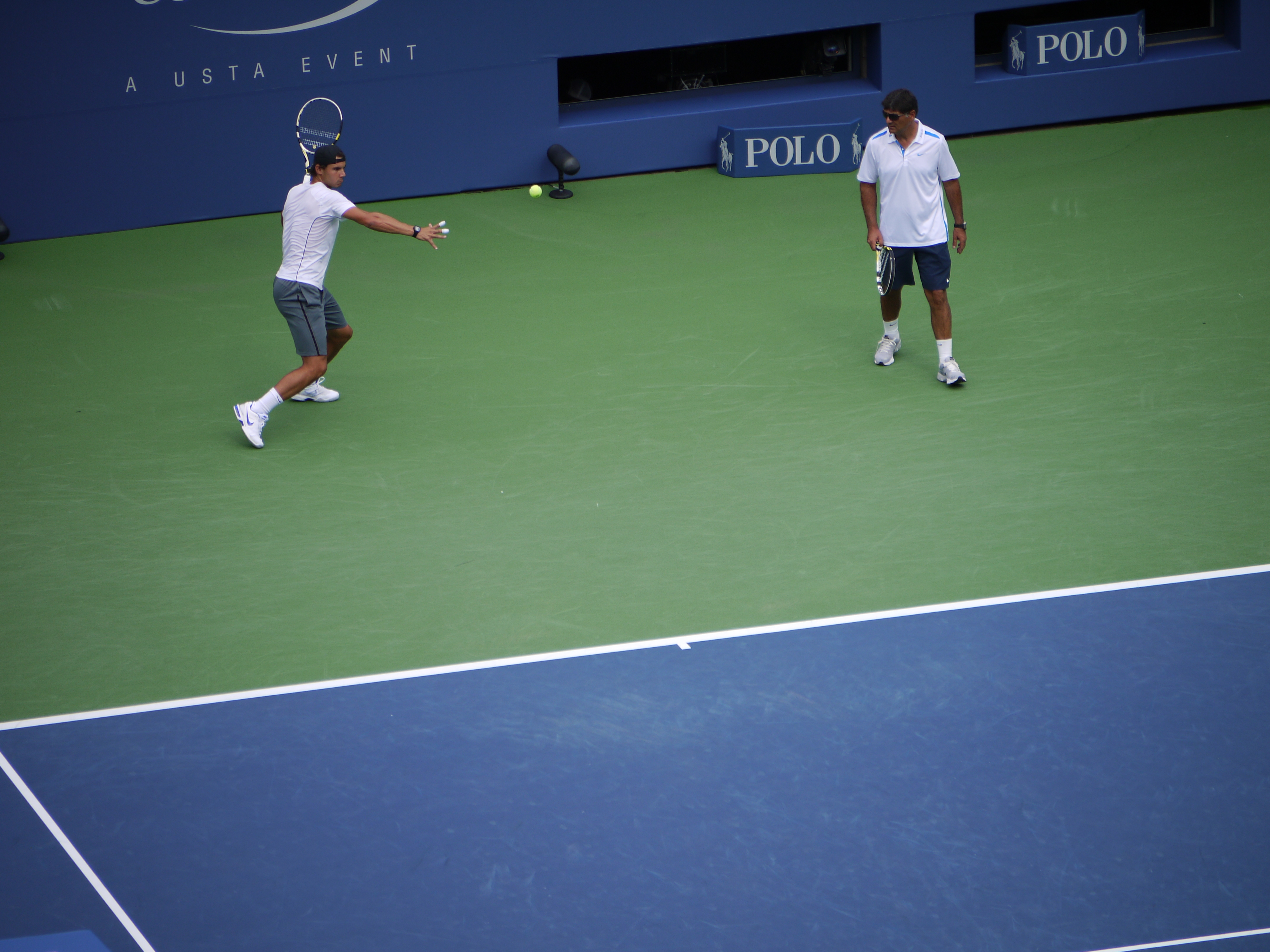
Toni Nadal (rechts) mit seinem ehemaligen Schützling

Toni Nadal galt als äußerst harter und strenger Trainer. So musste Rafael Nadal in seiner Jugend mehrfach auf schlechten Plätzen und mit alten Bällen trainieren, um zu lernen, dass ein Sieg oder eine Niederlage nicht von der Qualität des Platzes oder der Bälle abhängt, sondern viel mehr von der Fitness, Disziplin und Einstellung. Toni Nadals Philosophie ist, dass man nur mit harter Arbeit etwas erreichen kann und dass es immer Raum für Verbesserungen gibt. Er galt als sehr bescheiden und besonnen und versuchte, Rafael diese Werte zu vermitteln und seinen Charakter zu entwickeln, auch weil er der Meinung war, dass dies großen Einfluss auf die Ergebnisse und Motivation von Rafael haben kann.
Im Februar 2017 teilte Toni Nadal seinem Neffen Rafael mit, dass er ab der Saison 2018 nicht mehr als Coach zur Verfügung stehen würde.
Toni Nadal hat drei Kinder und wohnt in Porto Cristo in der Gemeinde Manacor.